# Fernando Cañas
Fernando Enrique Cañas Berkowitz (Ovalle, 22 de enero de 1950) es un ingeniero comercial, contador y empresario chileno, actual presidente de Transbank y la Bolsa Electrónica de Chile (BEC).
Único hijo varón de una familia conformada por cuatro hermanos, ha destacado como directivo y como alto ejecutivo de sociedades ligadas al sector financiero, en particular de varios bancos vinculados al grupo Luksic, uno de los más activos en este negocio a nivel chileno.
Es casado con María Isabel Illanes Bücher, con quien tuvo cuatro hijos.

## Primeros años
Criado en Coquimbo, 95 km al norte de su ciudad natal, fue a la Escuela Gabriela Mistral y luego al Instituto Superior de Comercio de esta ciudad, desde donde egresó en 1967 con el título de contador auditor. En esta última etapa de su formación académica comenzó a colaborar en los negocios de la familia, los cuales abarcaban barracas de fierro y madera.
En 1968 se trasladó a Valparaíso, ciudad en la que estudió la carrera de ingeniería comercial con mención en administración en la sede regional de la Universidad de Chile.
A partir del segundo año de la carrera inició actividades académicas, primero como ayudante y luego como profesor ayudante de los ramos de contabilidad, costos y administración.
En octubre de 1973, año en que finalizó la carrera, comenzó su vida laboral como asesor de la gerencia general de Lucchetti Molinos y Fideos, luego de una entrevista de trabajo con el propio Andrónico Luksic Abaroa, patriarca de la familia.
En 1974 asumió como gerente de administración y finanzas de la empresa, cargo en el que permaneció hasta octubre de 1978, momento en que dio por finalizado su paso por el sector industrial.

## Ingreso al negocio financiero
Se integró, entonces, al equipo creador del Banco Santiago, entidad que en ese momento pertenecía al grupo Cruzat-Larraín. En la institución comenzó como ejecutivo de cuentas, mas, a poco andar, se le encargó el proyecto de apertura de una sucursal en Valparaíso.
En 1983, siendo gerente de sucursales, puso fin a esta etapa al emigrar al Banco O'Higgins, justo en medio de la severa crisis económico-financiera de ese año. Hasta la entidad arribó a instancias de Gonzalo Menéndez, a quien había conocido en Lucchetti. En ella fue escalando posiciones de forma progresiva y una vez que Menéndez pasó al directorio en representación de los Luksic, en 1992, asumió la gerencia general.
Durante su gestión la entidad concretó la colocación de ADR en los Estados Unidos y fusionó sus operaciones con CentroHispano, sucursal chilena del Banco Central Hispanoamericano de España, y con la filial local del Hongkong and Shangai Banking Co (HSBC).
En 1996 la firma enfrentó otro proceso de fusión, esta vez con el Banco Santiago, controlado por el Banco Santander de España. Tras la operación, Cañas asumió como vicepresidente de la nueva empresa (que mantuvo el nombre 'Santiago'), cargo en el que estuvo sólo un año, debido a su nombramiento como gerente general.
En la primera mitad de 1999 consolidó su posición en la entidad, luego que, tras la unión de Central Hispano con el Santander en España, este grupo, ahora nuevo controlador del Santiago, optara por mantenerlo en el cargo, aún en ausencia de la familia Luksic.

## Paso por bancos Santander y de Chile
Este nuevo cuadro despejó el camino para la fusión del Banco Santiago con el Banco Santander-Chile, la que después de materializada supuso su asunción, en 2002, como gerente general del llamado Banco Santander-Santiago.
Las diferencias de estilo con el presidente del naciente banco, Mauricio Larraín, y la pérdida relativa de poder frente a la supervisión que desde España ejercían las gerencias de control de riesgo y contraloría, lo llevaron a aceptar, a mediados de 2003, el área de medios de pago para Latinoamérica en la casa central del Banco Santander, por lo que dejó el país con su familia.
En febrero de 2005 volvió a la primera plana del negocio financiero local al asumir como director del Banco de Chile, a solicitud de su controlador, la familia Luksic. Un mes más tarde fue elegido presidente de la entidad, en reemplazo de Segismundo Schulin-Zeuthen.
Dos años después pasó a la gerencia general en un perfecto 'enroque' con Pablo Granifo, quien arribó a la presidencia. Durante su gestión tuvo lugar el proceso de integración con la filial local del estadounidense Citibank, la que se materializó el 2 de enero de 2008.
En 2010 asumió la presidencia de la BEC en reemplazo de Juan Andrés Fontaine, quien renunció para jurar como ministro de Economía, Fomento y Turismo del presidente Sebastián Piñera. A comienzos de 2012, en pleno Gobierno de éste, fue designado presidente de la estatal Metro de Santiago. Dejó esa responsabilidad en abril de 2014.